# BH Telecom Indoors 2004
Il BH Telecom Indoors 2004 è stato un torneo di tennis facente parte della categoria ATP Challenger Series nell'ambito dell'ATP Challenger Series 2004. Il torneo si è giocato a Bosnia ed Erzegovina in Serbia dal 15 al 21 marzo 2004 su campi in cemento indoor.

## Vincitori

### Singolare
Gilles Elseneer ha battuto in finale  Dennis van Scheppingen con il punteggio di 7–6(5), 6–3

### Doppio
Jaroslav Levinský /  Alexander Waske hanno battuto in finale  Tuomas Ketola /  Johan Landsberg con il punteggio di 6–4, 6–1